# Jean-Robert Calloigne
Jean-Robert Calloigne est un sculpteur et architecte flamand, né à Bruges le 31 mai 1775 et mort à Anvers le 26 août 1830. 

## Biographie

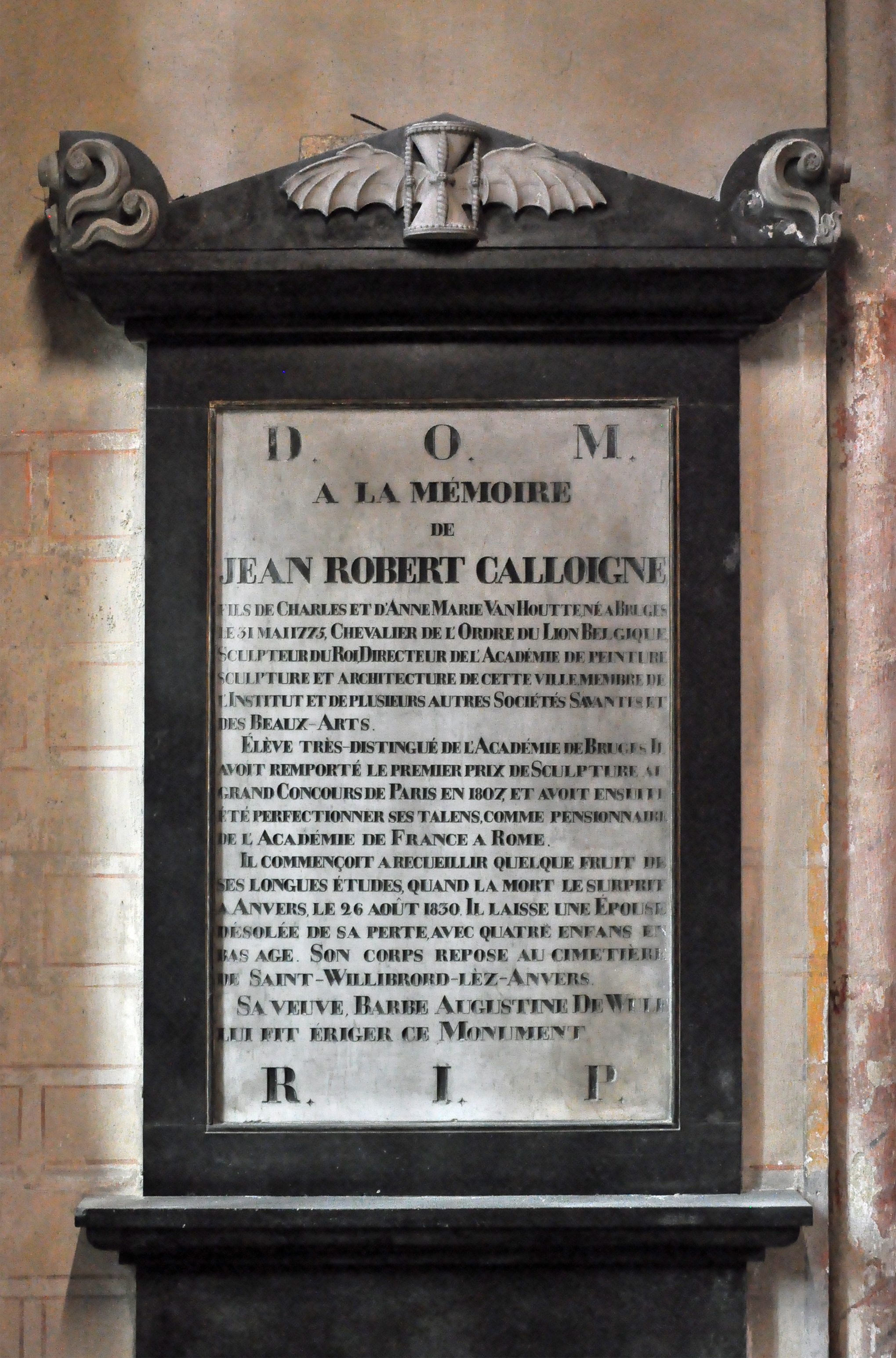
Épitaphe de Jean-Robert Calloigne, en la cathédrale Saint-Sauveur à Bruges

Jean Robert Calloigne est né à Bruges le 31 mai 1775 et fut baptisé à l'église Saint-Gilles de Bruges. Il est le fils de Carolus Calloigne, maître-charpentier à Bruges, et d’Anna-Maria van Houtte. 

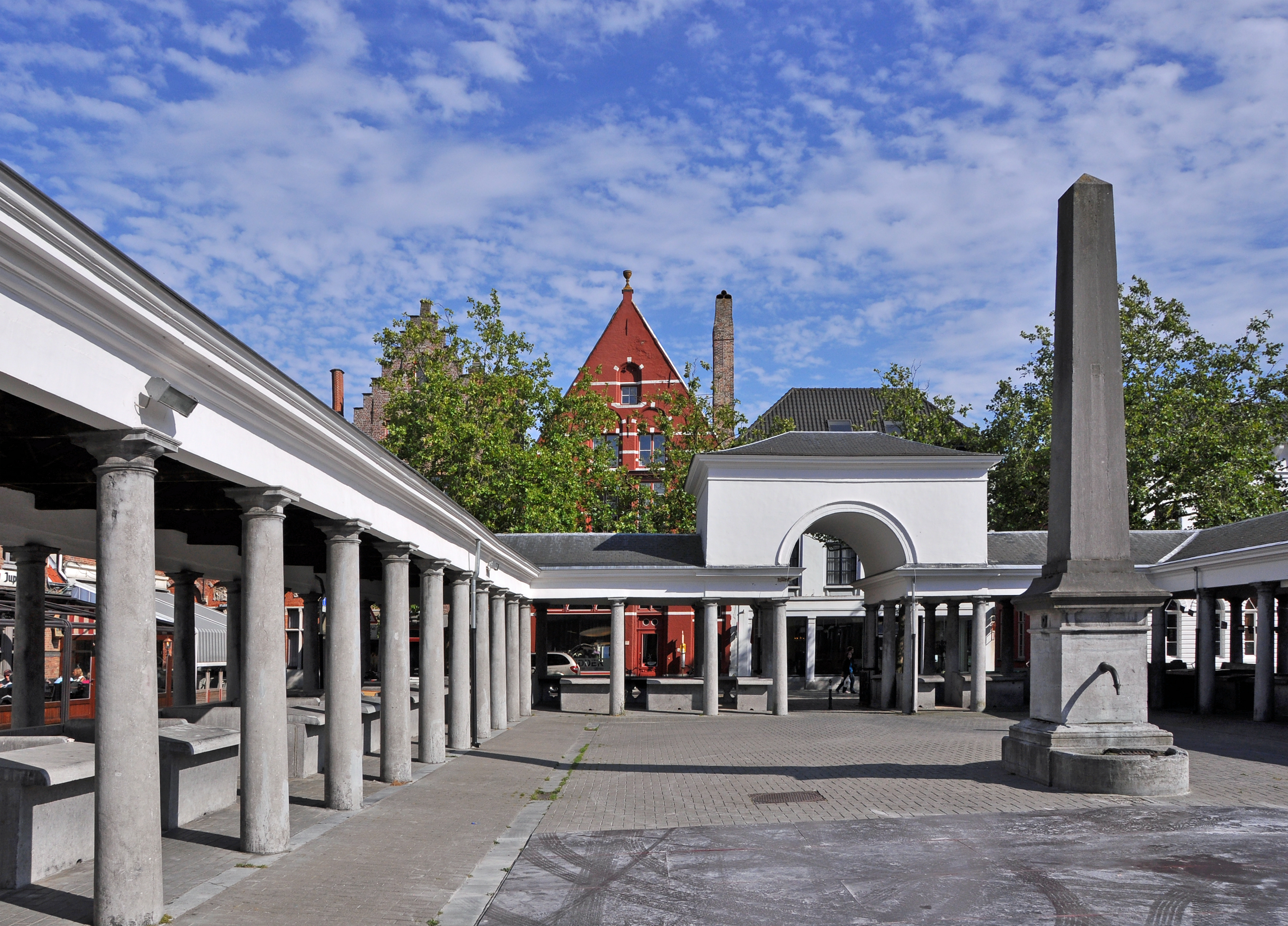
Le Marché aux Poissons à Bruges (1820), réalisé d'après les plans et sous la direction de Jean-Robert Calloigne

Il épouse à Bruges en 1819 Barbe-Augustine De Wulf, avec qui il eut trois fils et une fille.
Jan-Robert Calloigne commença son apprentissage chez un potier, mais ses talents artistiques le menèrent bientôt vers une tout autre carrière. Il suivit des cours à l'Académie des Beaux Arts de sa ville natale, puis à celle de Gand, où il eut le sculpteur Karel Van Poucke (nl) comme professeur. À Gand, il remporta en 1803 un premier prix avec un buste sculpté représentant Jan van Eyck. Puis il partit pour Paris, où il suivit des cours auprès d’Antoine-Denis Chaudet. Là il devint lauréat en sculpture du prix de Rome en 1807. Ceci lui permit de séjourner comme pensionnaire à l'Académie de France à Rome, où son compatriote Joseph-Benoît Suvée avait été directeur jusqu'en février de cette même année.
En 1811, Calloigne rentra à Bruges. Il y fut nommé directeur des travaux publics et architecte de la ville en 1814. Le 26 août 1829, il succéda au peintre Joseph-François Ducq comme directeur de l'Académie des beaux-arts de Bruges. Ce directorat ne fut que très bref, car l'année suivante déjà la mort l'emporta.
Le 26 août 1830, Calloigne succomba d'une crise d'apoplexie lors d’un séjour à Anvers. Il fut enterré au cimetière Saint Willibrord en cette ville. Sa veuve fit placer une épitaphe à sa mémoire en l'église Saint-Sauveur à Bruges, qui y est conservée jusqu'à aujourd'hui. Elle se remaria à Bruges en 1833 à Charles Blondel, d'Arras, professeur de rhétorique à l'athénée de Bruges.

## Œuvres
Sa réalisation la plus importante en tant qu’architecte fut le marché aux poissons à Bruges. Ce bâtiment de style néoclassique datant de 1820 est constitué d’une colonnade double d'ordre toscan entourant une place rectangulaire. C’est un des monuments du XIXe siècle les plus importants de la ville.

### Sculptures
- Vénus : statue en marbre réalisée lors de son séjour à Rome; détruite en 1820 dans un incendie à Bruxelles (plâtre préparatoire au musée des beaux-arts de Lille ).
- Socrate : réalisé également à Rome.
- Vierge à l'enfant: aux Musées de la ville à Bruges. Interprétation néoclassique de la célèbre vierge à l'enfant de Michel-Ange à l'église Notre-Dame à Bruges.
- Antoine Sanderus : buste réalisé pour la bibliothèque de la ville de Gand.
- Statue de Jan van Eyck à Bruges, anciennement sur la place Jan van Eyck (remplacée par une statue plus grande en galvanoplastie), actuellement dans la cour de l'Académie des beaux-arts.
- Statue de Lamoral, comte d’Egmont : original en marbre. Deux copies se trouvent à Zottegem, l’une en fonte (au Parc Egmont), l’autre en bronze (place du Marché). En 1997 une autre copie en bronze fut érigée à Egmond aan den Hoef aux Pays-Bas.
- Fonts baptismaux en marbre brun de Boulogne pour l'église Saint-Gilles à Bruges; se trouve actuellement à l'église Kristus-Koning.
- Épitaphe pour ses parents Carolus Calloigne et Anna-Maria Van Houtte dans la cathédrale Saint-Sauveur à Bruges, avec un relief sculpté représentant une femme portant une urne.

Au cabinet d'estampes (Steinmetzkabinet) des musées de la ville de Bruges sont conservés plusieurs albums d'esquisses de Calloigne.